# Tzenko Stoyanov
Tzenko Stoyanov, född 1975 i Sofia, Bulgarien, är en svensk illustratör.
Stoyanov var från 1987 till 1990 bosatt i Havanna på Kuba. Han har studerat vid konstakademin AKI i Enschede, Nederländerna. Som illustratör medverkar han bland annat i Dagens Nyheter, Folket i Bild/Kulturfront, Esquire och Marie Claire.